# Cadmi(II) chromat
Cadmi(II) chromat là một hợp chất vô cơ có công thức hóa học CdCrO4. Nó có liên quan đến lớp phủ chuyển đổi chromat, được sử dụng để thụ động các hợp kim kim loại phổ biến như nhôm, kẽm, cadmi, đồng, bạc, magnesi và thiếc. Trong lớp phủ chuyển đổi, chromat phản ứng với các kim loại này để chống ăn mòn, giữ lại tính dẫn điện và tạo độ hoàn thiện cho sự xuất hiện của các sản phẩm hợp kim cuối cùng. Quá trình này thường được sử dụng trên các mục phần cứng và công cụ. Các loại chromat có màu vàng đặc trưng khi được phủ.

## Hợp chất khác
CdCrO4 còn tạo một số hợp chất với NH3, như CdCrO4·4NH3·3H2O là tinh thể vàng.